# Bibliothek der Dinge

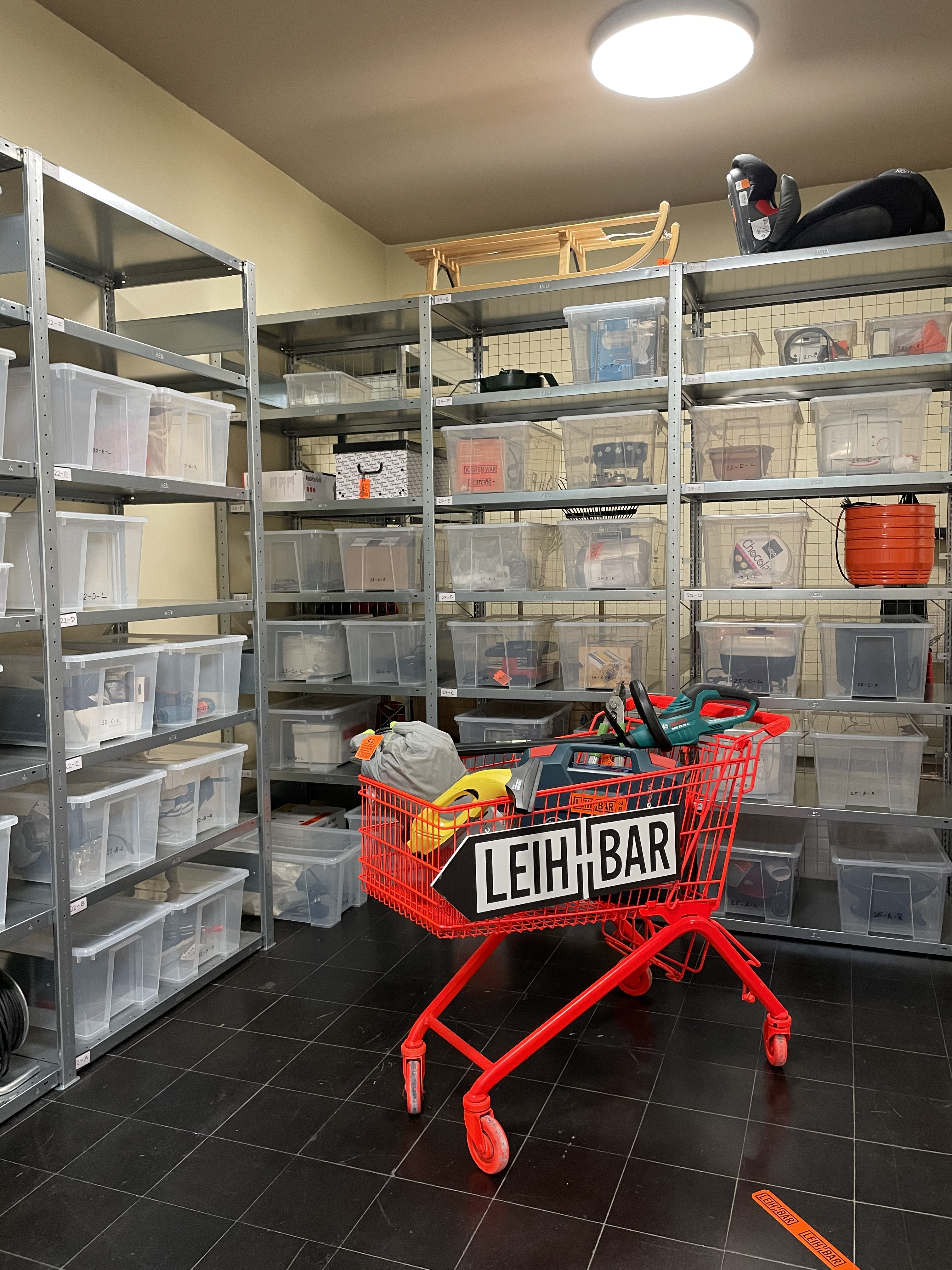
Eine Bibliothek der Dinge, die LeihBar im schweizerischen Wabern

Bibliothek der Dinge bezeichnet Sammlungen von anderen Dingen als Büchern, die wie Bücher kostenlos oder günstig ausgeliehen werden können. Die Bibliotheken der Dinge treten unter verschiedenen Namen auf und gehören teils zu traditionellen Bibliotheken und sind teils eigenständig.

## Beschreibung

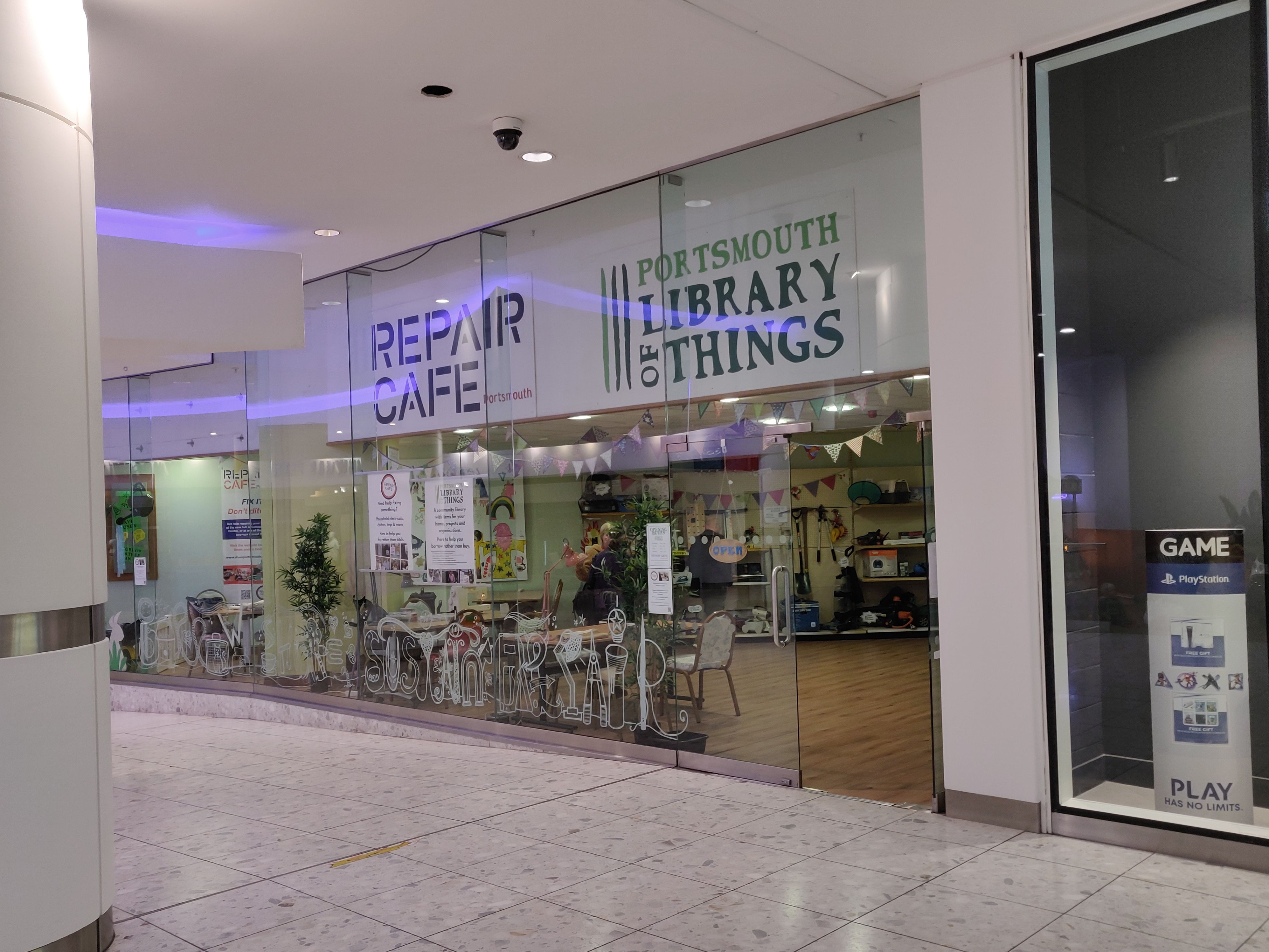
Library of Things (Bibliothek der Dinge) in Portsmouth (England)

Der Verleih von Gegenständen ist ein Feld der Sharing Economy. Für Spielzeug sind ähnliche Angebote bereits seit den 1970er Jahren als Ludothek bekannt. Die Ausleihe von Kunstwerken ist in Artotheken möglich. Anbieter solcher Dienstleistungen sind „Leih-Läden“ oder „Leihläden“, Non-Profit-Organisationen, aber auch öffentliche Bibliotheken haben ihr Angebot um dieses Betätigungsfeld erweitert. Bibliotheken stünden ohnehin „schon immer für die Praxis von Teilen und Tauschen“.
Kriterien für die zu verleihenden Gegenstände sind beispielsweise Anschaffungskosten, die Gegenstandsgröße im Verhältnis zum verfügbaren Lagerplatz, die erhoffte Nachfrage aber auch die Einbindung in das Ausleihsystem eine Rolle. Es sollte nur ein geringe Wartungs- und Betreuungsaufwand anfallen. Beispielsweise haben im April 2016 das Goethe-Institut in Bratislava sowie die Zentral- und Landesbibliothek Berlin (ZLB) im April 2016 eine solche Bibliothek eingerichtet, in der Nähmaschine, Lötstation, Akkuschrauber, Sportgeräte wie Slackline oder Tischtennisschläger, Action-Camcorder oder Bluetooth-Lautsprecher, ein Heimplanetarium oder eine Discokugel ausgeliehen werden können. In der Jugendbibliothek „Hoeb4U“ der Hamburger Öffentlichen Bücherhallen sind seit 2017 unter dem Namen Stuff4U beispielsweise Zeichentablett, Hängematte und Werkzeugkasten auszuleihen.
Die erste Schweizer Bibliothek der Dinge wurde im Dezember 2018 von der Stiftung für Konsumentenschutz in Bern angestoßen. Betrieben wird die LeihBar von Freiwilligen, die in einem Verein organisiert sind. Für einen Jahresbeitrag können Mitglieder aus einem breiten Sortiment von der Outdoor-Ausrüstung übers Party-Zubehör bis zum Gartenwerkzeug oder Haushaltsgerät auswählen. Seither sind weitere Bibliotheken der Dinge in der Deutschschweiz und der Romandie sowie im Wallis und im Tessin entstanden. Mit Stand 2025 sind es 15 Standorte.